# Mart Dijkstra
Mart Dijkstra (Delfzijl, 10 agosto 1990) è un calciatore olandese, centrocampista e  difensore dell'Harkemase Boys.

## Carriera
Nella stagione 2012-2013 ottiene la promozione in Eredivisie con il Cambuur, esordendo quindi nella stagione 2013-2014 in massima serie.

## Palmarès

### Club

#### Competizioni nazionali
- Eerste Divisie: 1

Cambuur: 2012-2013